# Gerdopīneh
Gerdopīneh (persiska: گِردپينِه, گردپينه) är en ort i Iran.   Den ligger i provinsen Chahar Mahal och Bakhtiari, i den centrala delen av landet, 400 km söder om huvudstaden Teheran. Gerdopīneh ligger 2 107 meter över havet och antalet invånare är 535.
Terrängen runt Gerdopīneh är kuperad åt sydost, men åt nordväst är den bergig. Runt Gerdopīneh är det ganska glesbefolkat, med 26 invånare per kvadratkilometer. Gerdopīneh är det största samhället i trakten. Trakten runt Gerdopīneh består i huvudsak av gräsmarker.